# O que arde
O que arde è un film del 2019 diretto da Oliver Laxe.
Pellicola di produzione  franco-spagnola, venne presentata nella sezione Un Certain Regard al Festival di Cannes 2019.

## Trama
Nella catena montuosa di Ancares, Provincia di Lugo, Amador Coro è un piromane che esce di prigione mentre torna a casa. Le vite di sua madre Benedicta, del suo cane Luna e delle sue vacche, trascorrono tranquillamente in mezzo alla natura della loro città finché un giorno un incendio devasta la regione.

## Riconoscimenti
O que arde è stato presentato in anteprima a numerosi festival cinematografici ed ha guadagnato la candidatura a diversi concorsi cinematografici, in particolare al Festival di Cannes 2019. Il film ha partecipato alla 34ª edizione del Festival internazionale del cinema di Mar del Plata, dove ha vinto l'Astor d'oro per il miglior film. Al Premio Gaudí 2020, è stato riconosciuto come miglior film europeo e Mauro Herce ha ricevuto il premio per il miglior direttore della fotografia.
Benedicta Sánchez è stata premiata nel 2019 dalla Junta de Galicia con la Medaglia Castelao per la sua interpretazione nel film.